# Andris Andreiko
Andris Andreiko (Riga, 17 oktober 1942 – aldaar, 10 maart 1976) was een Sovjet-Lets dammer. 

## Loopbaan
Andreiko werd in 1968, 1969 en 1971 wereldkampioen. Hij deed dat in 1968 door het toernooi in Bolzano te winnen, in 1969 in Moskou door Iser Koeperman in een tweekamp met 23-17 te verslaan en in 1971 in Tallinn door een tweekamp tegen dezelfde tegenstander met 20-20 gelijk te spelen. In 1972 verloor hij de wereldtitel in een toernooi aan Ton Sijbrands. Als aftredend wereldkampioen had hij het recht om Ton Sijbrands in 1973 in een tweekamp uit te dagen. Deze match, die gespeeld werd in het Congrescentrum in Den Haag, verloor Andreiko met 18-22.
Andreiko werd kampioen van de Sovjet-Unie in 1961, 1965, 1966, 1968, 1970, 1971, 1972 en 1975.

## Wereldkampioenschappen
Andreiko deed tweemaal mee aan het toernooi om de wereldtitel en speelde viermaal een match om de wereldtitel:
- WK-match 1968 - verloren van Iser Koeperman met 18 remises en 2 verliespartijen, 18-22.
- WK 1968 - eerste plaats met 25 punten uit 15 wedstrijden.
- WK-match 1969 - gewonnen van Koeperman met 3 winstpartijen en 17 remises, 23-17.
- WK-match 1972 - alle 20 partijen tegen Koeperman liepen remise, hierdoor mocht Andreiko zijn titel behouden.
- WK 1972 - gedeelde tweede plaats met Harm Wiersma met 25 punten uit 16 wedstrijden.
- WK-match 1973 - verloren van Ton Sijbrands met 18 remises en 2 verliespartijen, 18-22.

## Europese kampioenschappen
Andreiko deed viermaal mee aan een Europees kampioenschap:
- EK 1967 - gedeelde eerste plaats samen met Vjatsjeslav Sjtsjogoljev en Ton Sijbrands met 25 punten uit 25 wedstrijden, Ton Sijbrands won uiteindelijk de titel, Andreiko eindigde derde.
- EK 1969 - tweede plaats met 11 punten uit 8 wedstrijden in een Zwitsers toernooi.
- EK 1971 - tweede plaats met 16 punten uit 10 wedstrijden.
- EK 1974 - eerste plaats met 22 punten uit 12 wedstrijden.

## Overlijden
Andreiko overleed op slechts 33-jarige leeftijd. Bij zijn dood worden nog steeds grote vraagtekens gezet. Volgens de officiële versie van de politie in Riga werd hij met een strijkijzer doodgeslagen door een man die hij in een bar had ontmoet en voor een drinkpartij mee naar huis had genomen. De dader zou gepakt zijn en vijftien jaar celstraf hebben gekregen. De reden van de lugubere moord is echter nooit boven water gekomen. Andreiko hield van gokken en mogelijk is zijn dood een afrekening in de onderwereld.
1965 Iser Koeperman · 1967-1971 Ton Sijbrands · 1974 Andris Andreiko · 1977 Rostislav Lesjtsjinski ·  1983 Vadim Virny · 1987 Gérard Jansen · 1992, 2008 Guntis Valneris · 1995, 2006, 2010 Aleksandr Georgiejev · 1999 Harm Wiersma · 2002 Aleksandr Sjvartsman · 2012, 2016 Aleksej Tsjizjov · 2014 Roel Boomstra · 2018 Michail Semenjoek · 2022-2024 Jan Groenendijk
1885-1894 Dussaut · 1895 Leclercq · 1899-1911 Weiss · 1912-1912 Molimard · 1912 Hoogland · 1925 Bizot · 1926, 1931-1932 Fabre · 1928 Springer · 1933-1938 Raichenbach · 1945, 1947 Ghestem · 1948-1954 Roozenburg · 1956 Deslauriers · 1958, 1959, 1961, 1963, 1965, 1967, 1974 Koeperman · 1960, 1964 Sjtsjogoljev · 1963 Sy · 1968-1971 Andreiko · 1972, 1973 Sijbrands · 1976, 1977, 1981, 1983-1984 Wiersma · 1978, 1980, 1984, 1985 Gantvarg · 1982 Van der Wal · 1986, 1987 Dybman · 1988-1993, 1995, 1996, 2001, 2005 Tsjizjov · 1994 Valneris · 1998, 2007, 2009, 2017, 2021 Sjvartsman · 2003-2004, 2006, 2011-2015, 2019 Georgiejev · 2016, 2018, 2022 Boomstra · 2023 Anikejev · 2024-2025 Groenendijk